# Дюно де Шарнаж, Франсуа Иньяс
Франсуа-Иньяс Дюно де Шарнаж (фр. François-Ignace Dunod de Charnage; 30 октября 1679, Сен-Клод — 21 июня 1752, Безансон) — французский юрист и историк, автор истории графства Бургундского.

## Биография
Сын Жана Дюно (ум. 1713), адвоката при парламенте, нотариуса в Сен-Клоде, и Мари Риголе. Происходил из старинной семьи, принадлежавшей к дворянству мантии.
Начинал обучение под руководством своего дяди-иезуита отца Дюно, затем прошел курс в Безансонском университете. Получив степень в области права, стал адвокатом при парламенте и добился известности при разбирательстве значительных дел.
В 1720 году в результате конкурса получил университетскую кафедру, и со временем приобрел репутацию у французских и иностранных студентов. Через четыре года был послан с депутаций в Париж, где получил возможность встретиться с хранителем печати. Этот магистрат был впечатлен его знаниями и ловкостью, и поручил Дюно работу над кутюмами Франш-Конте. Исполнение этого задания прославило бургундского адвоката среди французских юристов накануне проведения реформы гражданского права.
Затем Дюно задался целью написать историю своей провинции, и после десяти лет работы в 1735 году выпустил первый том, а в последующие пять лет еще два тома «Истории графства Бургундского». Это произведение до середины XIX века оставалось наиболее полной работой по истории Франш-Конте. Недостатком данного сочинения является то, что отдельные части плохо согласованы между собой, так как автор по мере выпуска томов делал дополнения к уже описанным темам. Также Дюно упрекали в недостаточно критичном отношении к источникам.
Будучи основным наследником контуазского сеньориального дома де Шарнаж, через свою бабку по отцовской линии Саломе де Шарнаж, Франсуа-Иньяс Дюно в силу жалованной грамоты, данной в Версале в июле 1737 года, принял герб этой фамилии, расчетвертовав гербовый щит своей семьи, и прибавил к своему ее родовое имя.

## Семья
Жена (20.03.1705): Мари Жандре
Дети:
- Франсуа-Жозеф Дюно де Шарнаж (ум. 1765), мэр Безансона
- Катрин Дюно де Шарнаж (1707—1771)

## Сочинения
- Traité de prescription. — Dijon, 1734, in-4°; P., 1753, 1786, in-4°. Снова переиздан Ж.-Б. Делапортом в Париже в 1810 под названием Nouveau Dunod, in-8° (часть, оставшаяся актуальной в эпоху Империи, с дополнениями из новых законоположений)
- Traité de la main morte et du retrait. — Dijon, 1735, P., 1760, in-4°
- Histoire de comte de Bourgogne:
  - Histoire des Séquanois et de la province séquanoise, des Bourguignons et du premier royaume de Bourgogne, de l'église de Besançon jusque dans le sixième siècle, et des abbayes nobles du comté de Bourgogne... depuis leur fondation jusqu'à présent. — Dijon: de Fay, 1735 Gallica
  - Histoire du second royaume de Bourgogne, du comté de Bourgogne sous les rois carlovingiens, des IIIe et IVe royaumes de Bourgogne et des comtés de Bourgogne, Montbéliard et Neufchâtel. Avec une description du comté de Bourgogne et plusieurs généalogies. Tome second. — Dijon: de Fay, 1737, in-4° Google books
  - Mémoires pour servir à l'histoire du comté de Bourgogne. — Besançon: J.-B. Charmet, 1740 Gallica
- Histoire de l'église, ville et diocèse de Besançon, 2 vol. — Besançon: C.-J. Daclin, 1750 T. I, T. II
- Observations sur la coutume de comté de Bourgogne. — Besançon: C.-J. Daclin, 1756, in-4° Gallica